# Luitpoldturm (Cham)
Der Luitpoldturm ist ein denkmalgeschützter Aussichtsturm auf der 494 m ü. NHN hohen Luitpoldhöhe im Stadtteil Katzberg der oberpfälzischen Stadt Cham.
Der Grundstein für den Bau dieses Aussichtsturmes wurde am 12. März 1901 anlässlich des 80. Geburtstages des Prinzregenten Luitpold (1821–1912) gelegt. Im Jahr darauf wurde der Luitpoldturm fertiggestellt. Der Turm hatte ursprünglich eine Höhe von 13,75 m. 1975 wurde er auf 26 m aufgestockt. Von ihm aus hat man eine gute Aussicht auf die Berge des Bayerischen Waldes.
Der Turm ist zylindrisch gebaut, der untere Teil wurde aus Bruchsteinen errichtet, der obere ist ein mit regelmäßigen Steinen verkleideter Betonbau. Eine Wendeltreppe führt zur oberen Aussichtsplattform. Oberhalb des Eingangs befindet sich eine Steinplatte, die an die Gründung erinnert. Auf der gegenüberliegenden Seite ist ein Tondo des Prinzregenten angebracht und darunter ein Stein mit dem Namen des Prinzregenten Luitpold sowie die Jahreszahlen 1821 und 1911; offensichtlich sind diese zum 90. Geburtstag des Prinzregenten hier angebracht worden.
Unterhalb des Turmes befand sich neben einigen Kastanienbäumen das „Gasthaus auf der Luitpoldhöhe“. Das zuletzt im Eigentum der Stadt Cham stehende Gebäude wurde nicht mehr bewirtschaftet und im Februar 2016 abgerissen.
In der Nachbarschaft des Luitpoldturms befindet sich ein Sendeturm, der unter anderem zur Verbreitung des Radioprogramms von Deutschlandfunk Kultur auf der UKW-Frequenz 101,4 MHz mit 100 W ERP dient.

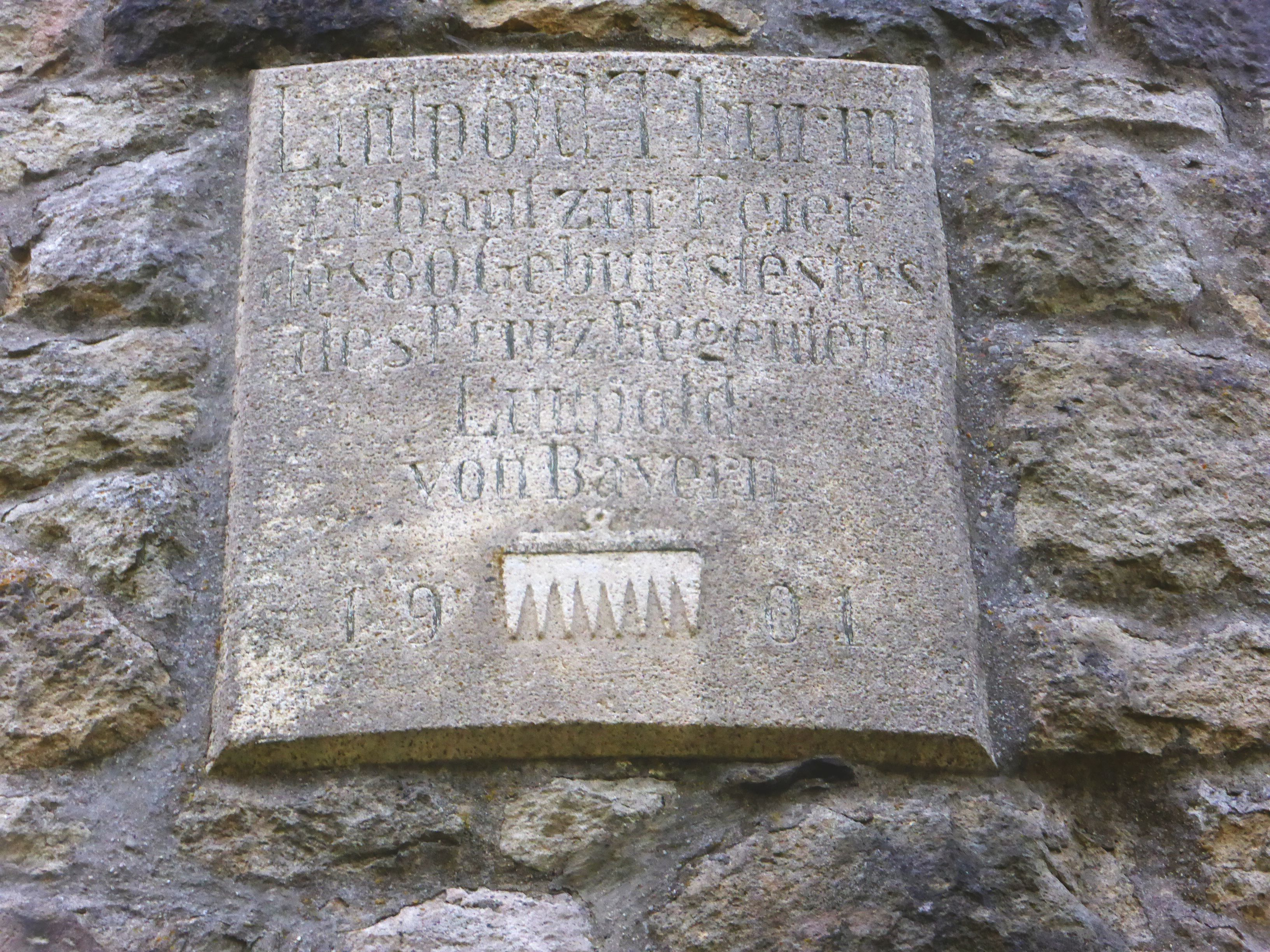
Inschrifttafel oberhalb des Einganges zum Luitpoldturm
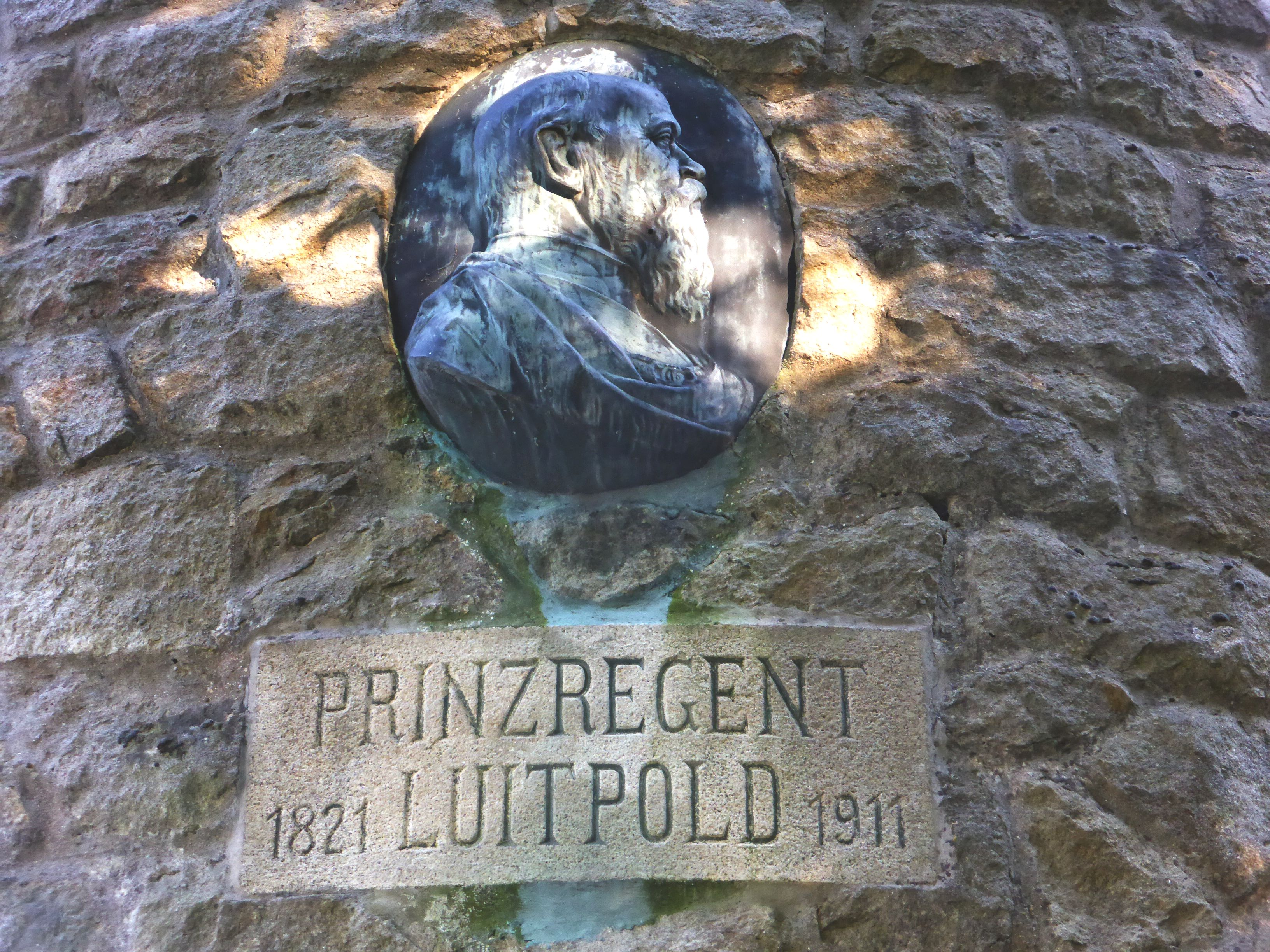
Tondo auf dem Luitpoldturm bei Katzberg